# ドワンゴコンテンツ
株式会社ドワンゴコンテンツ（英語: DWANGO CONTENTS, Inc.）は、かつて存在したマルチメディアコンテンツプロバイダーを提唱するコンテンツ企画・制作会社で、ドワンゴの完全子会社。2014年10月1日にドワンゴに吸収合併された。番組制作やアーティストマネジメント事業も行い、デジタルコンテンツ事業/ソフトクリエイト事業を軸とし、戦略立案からコンテンツ開発、サイト運用に至るまで一貫したサービスを提供していた。

## 概要

### 沿革
- 2001年（平成13年）5月 - 有限会社CELL設立。
- 2003年（平成15年）1月 - 株式会社に組織変更。
- 2011年（平成23年）2月 - ドワンゴの子会社となる[2]。
- 2012年（平成24年）3月 - 株式交換によりドワンゴの完全子会社となる[3]。
- 2013年（平成25年）1月 - ドワンゴよりポータル事業及びライブ事業の一部を分割承継し[4]、株式会社CELLより株式会社ドワンゴコンテンツに商号変更[5]。
- 2014年（平成26年）10月1日 - ドワンゴに吸収合併され、法人格消滅[6]。

### 役員
- 代表取締役会長：横澤大輔
- 代表取締役社長：相良俊哉（相良和矢）
- 取締役：葉山孝、川影幸久
- 監査役：中田一男、小池哲

## 主な事業

### デジタルコンテンツ事業

#### コンテンツ制作
- ソーシャルゲーム
- サウンド制作（着メロ/着うた/着ボイス/メロディーコール）
- グラフィック（待受画像/待受Flash/きせかえツール/デコメアニメ/デコメール/着信ムービー）

#### ソリューション開発
- Fi:Mo
- F.S.DUT
- U.I.ミキサー
- CELL CMS

### ソフトクリエイト事業

#### ニコニコ動画制作
- 生放送企画・制作
- サイト企画・運用
- イベント企画・運営

#### テレビ番組制作

##### 過去
レギュラー番組
- 新堂本兄弟（フジテレビ）
- 桑田佳祐の音楽寅さん 〜MUSIC TIGER〜（フジテレビ）
- 満天笑店（フジテレビ）
- BS☆フジイ
- MusiG（読売テレビ）
- 音リコ!（読売テレビ）
- 音笑!MMM（読売テレビ）
- 地元応援バラエティ このへん!!トラベラー（東北放送）
- ジャパーン47ch→ジャパーン47chスーパー!（毎日放送）
- CHANELのこだわり

単発・特番
- 市川海老蔵襲名披露パリ公演
- 福山雅治と西川貴教のオールナイトニッポンTV（フジテレビ）
- 貴乃花親方断髪式
- 曙断髪式
- 浜崎あゆみ&Gackt 夢のChristmas Show（ABCテレビ）

#### ライブビデオソフト制作
- ニコニコ大会議2010-2011完全版 DVD
- 水樹奈々LIVE DVD&Blu-ray
- 田村ゆかりLIVE DVD&Blu-ray
- Animero Summer LIVE DVD&Blu-ray

#### プロモーションビデオ制作
- 水樹奈々
- 田村ゆかり
- ザ!!トラベラーズ
- Re:Japan
- 浜田雅功と槇原敬之
- H Jungle with t
- 吉川晃司
- ロンドンブーツ1号2号
- 篠原ともえ
- 奥井雅美
- シャ乱Q

#### CM制作
- ドワンゴ『いろメロミックス』
  - ダウンタウン篇
  - 浜田雅功と槇原敬之 チキンライス篇
  - 着インコシリーズ
  - 特集メロディ篇
  - レイザーラモンHG篇
- ドワンゴ『アニメロミックス』
  - CG篇
  - 福圓美里篇
- dwango 大日本人
- 万葉の湯
- メガミマガジン